# Винокурова, Ксения Васильевна
Ксения Васильевна Винокурова (1887—1972) — советский передовик производства в сельском хозяйстве, звеньевая колхоза «Заветы Ильича» Красноярского края. Герой Социалистического Труда (1949).

## Биография
Родилась в 1887 году в Воронежской губернии в бедной крестьянской семье.
С подросткового возраста К. В. Винокурова работала на помещика Воронежской губернии. С 1917 года после Октябрьской революции К. В. Винокурова переселилась в Сибирь, получив свободный кусок земли в селе Бражное, Канского района Красноярского края.
С 20-х годов начала работать колхозницей с самого начала организации коммуны «Заветы Ильича» Канского района Красноярского края. С 1930 года работала дояркой в колхозе «Заветы Ильича». В 1935 году К. В. Винокурова была среди доярок, получивших удои молока свыше 3 тысяч литров по восточным районам СССР в среднем на одну корову.
В 1935 году К. В. Винокурова как одна из лучших доярок Красноярского края была участницей II съезда колхозников в городе Москве. Три раза К. В. Винокурова была участницей Всесоюзной сельскохозяйственной выставки СССР и за высокие показатели в труде трижды награждалась золотыми медалями ВДНХ.
22 февраля 1936 года Указом Президиума Верховного Совета СССР «за выдающиеся трудовые достижения по надоям молока» Ксения Васильевна Винокурова была награждена Орденом Ленина.
С 1941 года в период Великой Отечественной войны и все военные годы К. В. Винокурова руководила звеном по выращиванию хлеба, овощей и других сельскохозяйственных культур при колхозе «Заветы Ильича». В самые неблагоприятные в климатическом отношении годы звено под руководством К. В. Винокуровой собирало пшеницы по 100—120 пудов с гектара.
В 1947 году звено под руководством К. В. Винокуровой получило урожай пшеницы 32,66 центнера с гектара на площади 12,47 гектара.
11 июня 1949 года Указом Президиума Верховного Совета СССР «за получение высоких урожаев пшеницы и ржи при выполнении колхозом обязательных поставок и натуроплаты за работу МТС в 1947 году и обеспеченности семенами зерновых культур для весеннего сева 1948 года» Ксения Васильевна Винокурова была удостоена звания Героя Социалистического Труда с вручением Ордена Ленина и золотой медали «Серп и Молот».
Этим же Указом Президиума Верховного Совета СССР звания Героя Социалистического Труда было удостоено еще несколько работников колхоза «Заветы Ильича», в том числе и муж Ксении Васильевны Винокуровой — Степан Маркович Винокуров.
В последующие годы Ксения Васильевна Винокурова продолжала плодотворно работать звеньевой в колхозе «Заветы Ильича» и давать высокие производственные результаты.
21 февраля 1949 года Указом Президиума Верховного Совета СССР «за выдающиеся трудовые достижения по надоям молока» Ксения Васильевна Винокурова была награждена третьим Орденом Ленина.
С середины 1950-х годов вышла на заслуженный отдых.
Умерла в 1972 году селе Бражное, Канского района Красноярского края.

## Награды
- Медаль «Серп и Молот» (7.01.1948)
- Три Ордена Ленина (22.02.1936, 7.01.1948, 21.02.1949)
- Три золотые медали ВДНХ